# Teleac/NOT
A Teleac/NOT é uma rede de televisão educativa dos Países baixos.

## História
A Teleac iniciou suas transmissões em fins da década de 1960 a partir de um estúdio improvisado na Universidade Técnica de Delft. Posteriormente, sua sede foi transferida para Utrecht.
Em 1996, a NOT (Nederlandse Onderwijs Televisie ou Televisão Escolar Holandesa) fundiu-se com a Teleac, resultando na atual rede Teleac/NOT.